# Tafnes (rainha)
Tafnes (/ˈtɑːpəniːz,_tɑːˈpiːniːz/; תַּחְפְּנֵיס / תַּחְפְּנֵס Taḥpənēs; LXX Θεκεμιμας Thekemimas, ou Θεχεμινας Thekheminas; possivelmente derivado do egípcio tꜣ ḥmt nswt, que significa a esposa do rei, pronúncia egípcia tardia: / taʔ ˈħiːmə ʔənˈsiːʔ /) foi uma rainha egípcia mencionada no Livro dos Reis. Ela é mencionada em I Reis 11:19–20, onde o faraó egípcio concedeu a Hadade, o edomita, a irmã de Tafnes em casamento.